# جاكي وريان (فلم)
جاكي وريان (بالإنجليزية: Jackie & Ryan) هو فيلم درامي رومانسي تم إنتاجه في الولايات المتحدة وصدر في سنة 2014. من بطولة بن بارنز، كاثرين هيغل، اميلي الين ليند.

## وصلات خارجية
- مقالات تستعمل روابط فنية بلا صلة مع ويكي بيانات
- جاكي وريان  في قاعدة بيانات الأفلام على الإنترنت (بالإنجليزية)